# 304 هـ
304 هـ هي سنة في التقويم الهجري امتدت مقابلةً في التقويم الميلادي بين سنتي 916 و917.

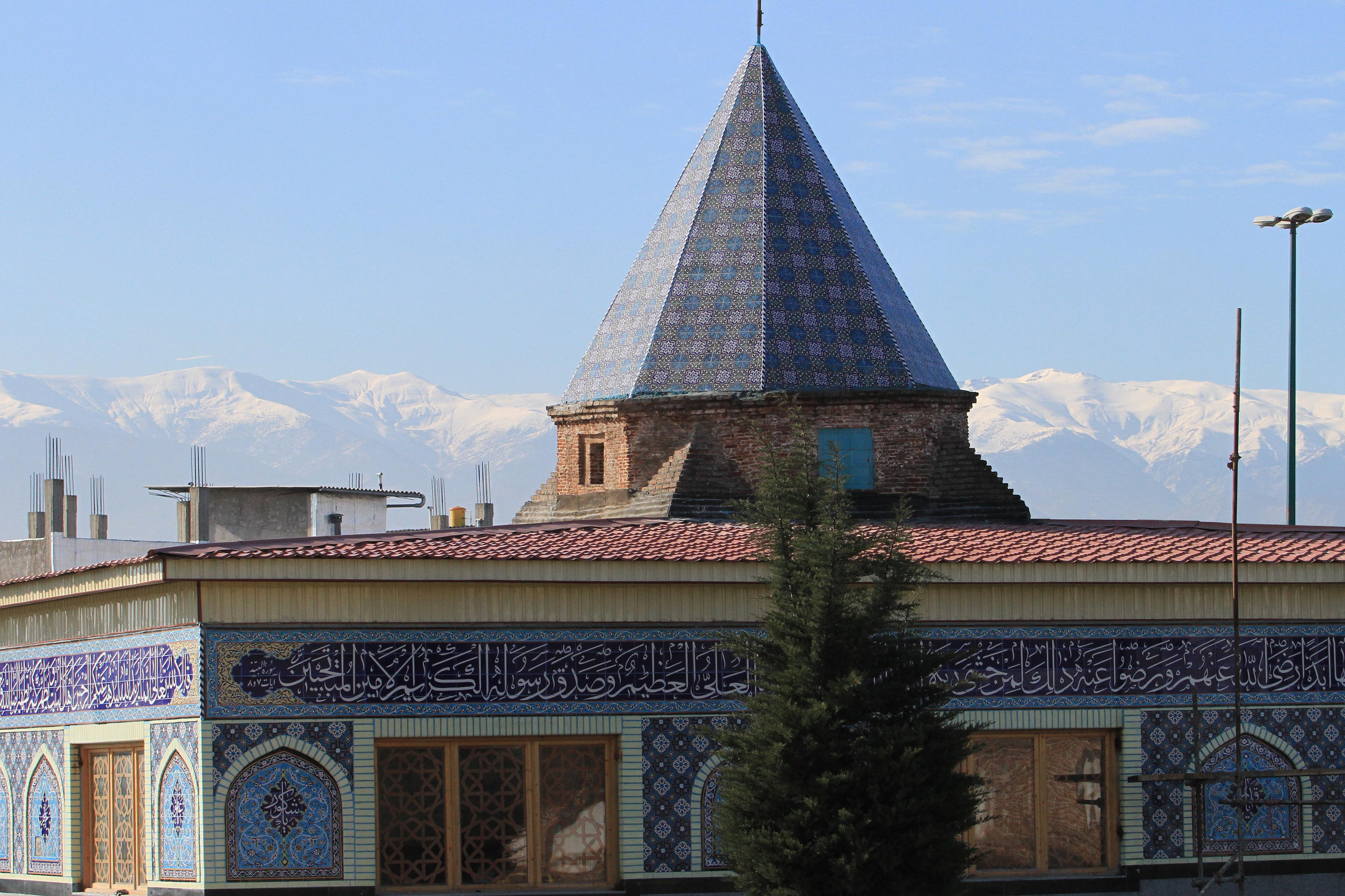
ضريح الحسن بن علي الأطروش

## مواليد
- ابن بطة العكبري

## وفيات
- إسحاق بن إبراهيم المنجنيقي
- الحسن بن علي الأطروش

- يوسف بن الحسين الرازي
- يموت بن المزرع